# Phil Joanou
Phil Joanou est un réalisateur américain, né le 20 novembre 1961 à La Cañada Flintridge en Californie (États-Unis). Il est notamment connu pour avoir réalisé plusieurs clips pour le groupe de rock irlandais U2, ainsi que le documentaire U2: Rattle and Hum.

## Biographie

### Jeunesse
Phil Joanou nait le 20 novembre 1961 à La Cañada Flintridge dans le comté de Los Angeles en Californie. Il étudie notamment au sein du département théâtre de UCLA avant d'intégrer la USC School of Cinematic Arts de l'université de Californie du Sud dont il sort diplômé en 1984.

### Carrière
Il commence sa carrière comme consultant visuel pour Star Trek, le film (1979), sur lequel il travaille sous les ordres de John Dykstra. Alors qu'il n'a que 23 ans, son film d'étude Last Chance Dance attire l'attention de Steven Spielberg qui lui confie la réalisation de deux épisodes de la série télévisée Histoires fantastiques, Santa '85 et The Doll, diffusés en 1985 et 1986. John Lithgow remporte l'Emmy Award de la meilleure guest dans une série dramatique pour The Doll et remercie chaleureusement le jeune metteur en scène lors de son discours durant la cérémonie. Il participe par ailleurs à l'écriture du long métrage Le Vol du Navigateur (1986) de Randal Kleiser, où il est crédité sous le nom de Matt MacManus.
Steven Spielberg lui propose ensuite de réaliser son premier long métrage, Trois Heures, l'heure du crime (Three O'Clock High). Tourné avec un petit budget de cinq millions de dollars, cette comédie noire sort en 1987. Malgré des résultats au box-office assez faibles, il est devenu au fil du temps un film culte. Le ton sombre du film contraste avec l'époque avec les autres teen movies, à tel point que Steven Spielberg a demandé à retirer son nom du générique,.
C'est durant la postproduction de Trois Heures, l'heure du crime qu'il rencontre les membres du groupe de rock irlandais U2. Ces derniers l'engagent pour réaliser le documentaire U2: Rattle and Hum (1988). Le film — qui accompagne la sortie de l'album Rattle and Hum — montre des passages du Joshua Tree Tour ainsi que des moments plus intimes de la vie du groupe. De Dublin à Graceland, propriété d'Elvis Presley, on suit ainsi le groupe, accompagné de B. B. King pendant leur tournée aux États-Unis. Pour The Edge, le film « est représentatif de ce que nous sommes, en tant qu'individus et en tant que musiciens. Et il montre bien ce que nous avons vécu lors de cette tournée. Il va permettre à beaucoup de personnes qui n'ont pas pu assister à nos concerts d'en profiter. » La collaboration avec U2 se poursuivra pendant plus de vingt ans avec le tournage de plusieurs clips pour le groupe ainsi qu'un documentaire (40 Cents a Day) qui couvrait le voyage de Bono à travers l'Afrique.
Après Rattle and Hum, Phil Joanou revient au cinéma classique avec le long métrage Les Anges de la nuit, centré sur la communauté irlando-américaine dans le quartier de Hell's Kitchen. Phil Joanou y dirige notamment Sean Penn, Ed Harris, Gary Oldman et Robin Wright. Le film ne rencontre pas de succès commercial (1,9 million dollars de recettes pour un budget de 5 millions), un insuccès en partie expliqué par le critique américain Roger Ebert par la sortie au même moment d'un film au sujet similaire : Les Affranchis de Martin Scorsese. Phil Joanou réalise ensuite Age 7 in America (en) diffusé en 1991 à la télévision américaine. Narré par Meryl Streep, ce documentaire — inspiré de la série britannique Up Series — montre la vie d'Américains âgés de 7 ans et originaires de tout le pays, de différentes classes sociales et ethnies.
Il dirige ensuite le thriller Sang chaud pour meurtre de sang-froid (1992) avec Richard Gere et Kim Basinger. Il s'agit du dernier film du directeur de la photographie Jordan Cronenweth, décédé en 1996, qui avait collaboré avec lui sur Rattle and Hum et Les Anges de la nuit. Le film reçoit des critiques partagées dont certaines le comparent aux films d'Alfred Hitchcock, notamment à Sueurs froides.
Après un passage à la télévision (Wild Palms, Fallen Angels) en 1993, il revient au cinéma en 1996 avec le thriller Vengeance froide. Alec Baldwin y incarne Dave Robicheaux, le héros créé par le romancier James Lee Burke. La production est marquée par de nombreux problèmes. Phil Joanou déclare qu'il a été très frustré par cette expérience compliquée notamment car Savoy Pictures, qui finançait le projet, a fait faillite avant qu'il ne puisse vraiment l'achever. Le long métrage est sorti sans être réellement achevé, même si Phil Joanou et Alec Baldwin avaient tenté de collecter des fonds pour terminer le film correctement. Produit pour un budget de 25 millions de dollars, le film ne récolte que 8,9 millions de dollars au box-office mondial.
Marqué par les échecs de Sang chaud pour meurtre de sang-froid et Vengeance froide, il se lance dans un projet plus personnel, Entropy, sur les conseils de Steven Spielberg et Bono. Stephen Dorff y tient le rôle principal de Jake, un personnage fortement autobiographique : comme dans le film, le réalisateur a eu une longue relation avec un mannequin et un mariage de courte durée avec une fille rencontrée d'un concert de U2 ; il a un jour frappé un directeur de studio sur le plateau ; il a un chat nommé Puddy Tat. Le film sorti directement en vidéo dans un bon nombre de pays comme les États-Unis et le Royaume-Uni, tandis qu'il a bénéficié d'une sortie en salles notamment en France, où il a été diffusé dans un seul cinéma à Paris, avec un résultat de 311 entrées et en Italie, où il totalise 4 137 entrées.
Il revient ensuite à la télévision avec le documentaire 14 Up in America (1998), dans lequel il retrouve les mêmes enfants que Age 7 in America diffusé 7 ans plus tôt,. Occupé par Rédemption, il ne participe pas au 3e volet, 21 Up in America (2006). Dans Rédemption, il dirige l'ancien catcheur Dwayne Johnson dans un film inspiré des évènements du camp Kilpatrick (en), un établissement pénitentiaire pour mineurs.
Dans les années 2000, Phil Joanou réalise principalement des publicités pour de grandes marques comme Nike, Coca-Cola, Gatorade, Honda, Ford, General Motors, Lexus, Sony, UPS, Microsoft, Mercedes-Benz, MasterCard, etc,. En 2009, son nom est fortement évoqué pour mettre en scène un nouveau film sur Conan le Barbare.
Il réalise ensuite le court métrage Dirty Laundry, présenté au San Diego Comic-Con 2012. Dans ce fanfilm non officiel, Thomas Jane y reprend son rôle du Punisher, célèbre personnage de Marvel Comics, qu'il avait incarné dans le long The Punisher (2004),. Ce projet est né de l'envie de Thomas Jane de rendre justice au personnage après un long métrage souvent décrié. Phil Joanou réalise ensuite Chris Tucker Live, un special sur l'humoriste Chris Tucker, diffusé en 2015 sur Netflix.
Il revient au cinéma en 2016 avec The Veil. Produit par Blumhouse Productions, ce film d'horreur fantastique met en scène Jessica Alba.
En 2023, Phil Joanou publie son premier roman, It Just Happened, un récit initiatique se déroulant en 1973.

### Vie privée
Il a été en couple Uma Thurman à la fin des années 1980. Sur le tournage de Les Anges de la nuit, elle va cependant faire la connaissance de Gary Oldman. Phil Joanou racontera plus tard que l'attirance qu'ils éprouvaient l'un pour l'autre était flagrante qu'il n'a pas eu d'autre choix que de la laisser partir

## Filmographie
Sauf indication contraire, les informations mentionnées dans cette section peuvent être confirmées par la base de données cinématographiques IMDb,  présente dans la section « Liens externes ».

### Cinéma
- 1984 : Last Chance Dance (court métrage) (également scénariste)
- 1987 : Trois Heures, l'heure du crime (Three O'Clock High)
- 1988 : U2: Rattle and Hum (documentaire)
- 1990 : Les Anges de la nuit (State of Grace)
- 1992 : Sang chaud pour meurtre de sang-froid (Final Analysis)
- 1996 : Vengeance froide (Heaven's Prisoners)
- 1999 : Entropy (également scénariste)
- 2006 : Rédemption (Gridiron Gang)
- 2012 : Dirty Laundry (court métrage)
- 2016 : The Veil

### Télévision
- 1985-1986 : Histoires fantastiques (Amazing Stories) (série télévisée) - 2 épisodes
- 1991 : Age 7 in America (documentaire)
- 1993 : Wild Palms : Une vie sans histoire (Wild Palms) (téléfilm introduisant la série télévisée)
- 1993 : Fallen Angels (série télévisée) - 1 épisode
- 1997 : Troisième planète après le Soleil (3rd Rock from the Sun) (série télévisée) - 1 épisode
- 1998 : 14 Up in America (documentaire)
- 2003 : Naked Hotel (téléfilm)
- 2015 : Chris Tucker Live (special)

### Clips musicaux
- 1987 : Bad de U2
- 1987 : One Tree Hill de U2
- 1988 : When Love Comes to Town (version 1) de U2 & B. B. King
- 1991 : One" (version 3) de U2
- 1992 : Keep the Faith de Bon Jovi
- 1992 : Who's Gonna Ride Your Wild Horses (version 1) de U2
- 1994 : You Don't Know How It Feels de Tom Petty
- 1996 : Walls (Circus) de Tom Petty and the Heartbreakers
- 1996 : Sharks Can't Sleep", Tracy Bonham (1996)
- 1997 : If God Will Send His Angels de U2)
- 1998 : When You Believe de Mariah Carey & Whitney Houston
- 2005 : All Because of You (version 1) de U2
- 2005 : Sometimes You Can't Make It on Your Own de U2